# Semiothisa mellistrigata
Semiothisa mellistrigata là một loài bướm đêm trong họ Geometridae.